# كنيسة القديس بافل التاغونروغي
 كنيسة القديس بافل التاغونروغي، هي مصلى كنسي واقع في شارع لاغيرني في مدينة تاغانروغ في روستوف أوبلاست بروسيا. المصلى الكنسي بني عام 1905 في مكان دفن القديس بافل التاغونروغي. المصلى الكنسي جزء من الكنيسة الروسية الأرثوذكسية.

## تاريخ
دفن بافل التاغونروغي في المقبرة القديمة لمدينة تاغونروغ المتواجدة بمنطقت الدون، وجرت هذه الجنازات في مارس 1879 ، وأحيطت مكان الدفن بحديقة. لحماية والحفاظ على المصلى الكنسي، في عام 1905 تم بناؤها المصلى بالخشب. كانت أبعاده 7 أمتار على 10 أمتار . كان للكنيسة بابان و 7 نوافذ، ووضع صليب على السطح البيضاوي الشكل. الكنيسة الخشبية أحرقت من طرف مجهولين في 12 يوليو 1912.
بدأت خادمت الكنيسة ماريا فيليتشكو في تشييد مصلى جديد من الحجر الذي تمت الموافقة عليه في عام 1913. تم تشييد الكنيسة وتكريسها في 29 يونيو 1914. داخل هذا المكان يوجد أيقونة رخامية مصنوعة بأسلوب اليونانية البيزنطية. في عام 1925، دمرت كنيسة وأعيد بناؤها في عام 1995.